# Rhatta botonga
Rhatta botonga är en fjärilsart som beskrevs av Felder 1874. Rhatta botonga ingår i släktet Rhatta och familjen nattflyn. Inga underarter finns listade.